# Jacques Favino
Pour les articles homonymes, voir Favino.
Jacques Favino (1920-1999) est un luthier parisien d'origine italienne arrivé à Paris en 1922.

## Biographie
Il commence sa formation d'apprenti à la fin de la guerre chez « Busato » où il est chargé de réaliser les manches de banjos. Au contact de Jean Chauvet, il apprend la facture des violons. En 1946, il quitte « Busato » pour s'installer au numéro 9 rue de Clignancourt à Paris. Il produit des guitares Jazz à caisse et ouïes essentiellement. Au cours de la réparation d'une Selmer, il découvre le barrage qui rend cette guitare si spéciale, il la reproduit mais en la modifiant quelque peu (largeur de la caisse, disposition des barres) afin d'obtenir le « son Favino ».
Il fut le luthier de nombreux artistes du jazz manouche et de la chanson tels que Biréli Lagrène, Romane, Matelo Ferret, Enrico Macias, Maxime Le Forestier, Yves Duteil et  Georges Brassens pour qui il réalisera le modèle qui le suivra toute sa carrière. Il conçut aussi quelques guitares à douze cordes emblématiques pour Guy Béart.
Aujourd'hui[Quand ?], son fils, Jean Pierre, a repris la production, et travaille seul. L'atelier ne se situe plus à Paris mais à Castelbiague dans les Pyrénées.